# Barbara Barrie
Barbara Barrie (nacida Barbara Ann Berman el 22 de mayo de 1931 en Chicago) es una actriz de cine, teatro y televisión estadounidense.
Su gran éxito cinematográfico llegó en 1964 con su interpretación de Julie en la película One Potato, Two Potato por la que ganó el Premio a la Mejor Actriz en el Festival de Cannes. Es conocida principalmente por su papel de Evelyn Stoller en Breaking Away que la llevó a una nominación, en los Premios Oscar, a Mejor actriz de reparto en 1979 y una nominación en los premio Emmy en 1981, cuando se repitió el papel en la serie de televisión basada en la película .
Barrie también es conocida por su extenso trabajo en el teatro, recibiendo una nominación en los Premio Tony a la mejor actriz en un musical en 1971 por el papel de Sarah en Company de Stephen Sondheim.

## Trayectoria
A menudo, Barrie ha interpretando comedias y roles dramáticos cálidos, maduros y a veces bromistas, actuó regularmente en los inicios de la televisión, en Broadway y en festivales de teatro a principios de la década de 1960. Después de varias pequeños papeles, consiguió un papel principal en la historia de amor interracial, One Potato, Two Potato (1964), ganando el premio a la Mejor Actriz en Cannes. Barrie actuó menos a finales de los años 1960 cuando se dedicó a formar una familia, pero disfrutó de un notable regreso en Broadway como parte del musical de Stephen Sondheim y Harold Prince Company (1970). Sus trabajos posteriores en esa nueva etapa incluyeron dos comedias de Neil Simon, The Prisoner of Second Avenue (1972) y California Suite (1976), una temporada en ¿No es romántico? (1984) y After Play de Anne Meara (1995-96).
Interpretó a "Nana", la abuela de Susan (Brooke Shields), en Suddenly Susan (1996-2000).

## Premios y distinciones
Premios Óscar
| Año  | Categoría               | Trabajo nominado | Resultado |
| ---- | ----------------------- | ---------------- | --------- |
| 1980 | Mejor actriz de Reparto | El relevo        | Nominada  |

Festival Internacional de Cine de Cannes
| Año  | Categoría    | Trabajo nominado       | Resultado |
| ---- | ------------ | ---------------------- | --------- |
| 1964 | Mejor actriz | One Potato, Two Potato | Ganador   |